# Ecale (Callimaco)
Ecale è un epillio del poeta ellenistico Callimaco. Di questa breve composizione, che doveva aggirarsi intorno ai 1000 versi, restano circa 300 versi o parti di essi, conservati da citazioni e papiri.

## Contenuto
Teseo, giovane eroe ateniese, scampa alle insidie della matrigna Medea e viene riconosciuto dal padre Egeo. Comunque, per desiderio di gloria, il giovane si dirige a Maratona per uccidere il mostruoso toro.
La vecchia Ecale gli offre ospitalità per la notte, poiché egli era stato sorpreso da un temporale. Durante un frugale banchetto, Ecale gli racconta che, in gioventù, era stata sposata ed aveva avuto due figli, uccisi dal brigante Cercione, al che Teseo la informa di aver ucciso il ladrone, ricordandone la morte.
L'indomani, dopo il compimento dell'impresa, l'eroe, festeggiato dalla popolazione locale, torna da colei che lo ha ospitato per ringraziarla e apprende da una cornacchia ed un corvo che la vecchia è morta, così, in suo onore, fonda un tempio dedicato a Zeus, detto Ecaleo, attribuendo nell'epiteto il nome della vecchia ospitale e dando il suo nome anche ad una festività, le feste Ecalesie.

## L'Ecalee la poetica callimachea
Il racconto della vicenda sembra avere uno scopo eziologico, poiché in quella zona vi era realmente un tempio dedicato a Zeus Ecaleo.
Inoltre, l'aver scelto un tema mitologico di minor importanza si concorda con la linea di Callimaco, che criticava l’epos tradizionale per la sua eccessiva lunghezza, e il suo linguaggio sentito come poco raffinato. In questo senso, si può dire che Callimaco applichi nei fatti, con un nuovo genere letterario, la sua poetica della brevità e della raffinatezza: infatti, dai frammenti superstiti, il linguaggio appare elegante, ma non oscuro, mentre l'attenta metrica, con poche o nulle sbavature degli esametri, sostiene una narrazione fortemente scorciata, che recupera l'antefatto delle imprese giovanili di Teseo tramite flashback da parte dei personaggi.
Notevole, altresì, l'attenzione al paesaggio ed alle cose umili e quotidiane, che resterà tipico degli epilli, con inserti di tipo favolistico (la cornacchia e il corvo) e riferimenti allusivi ad altri miti connessi alla saga di Teseo (es. Medea ed Egeo, le figlie di Erittonio, Coronide - citate dai due uccelli -, Cercione).